# Mòmia
|  | Per a altres significats, vegeu «Mòmia (desambiguació)». |

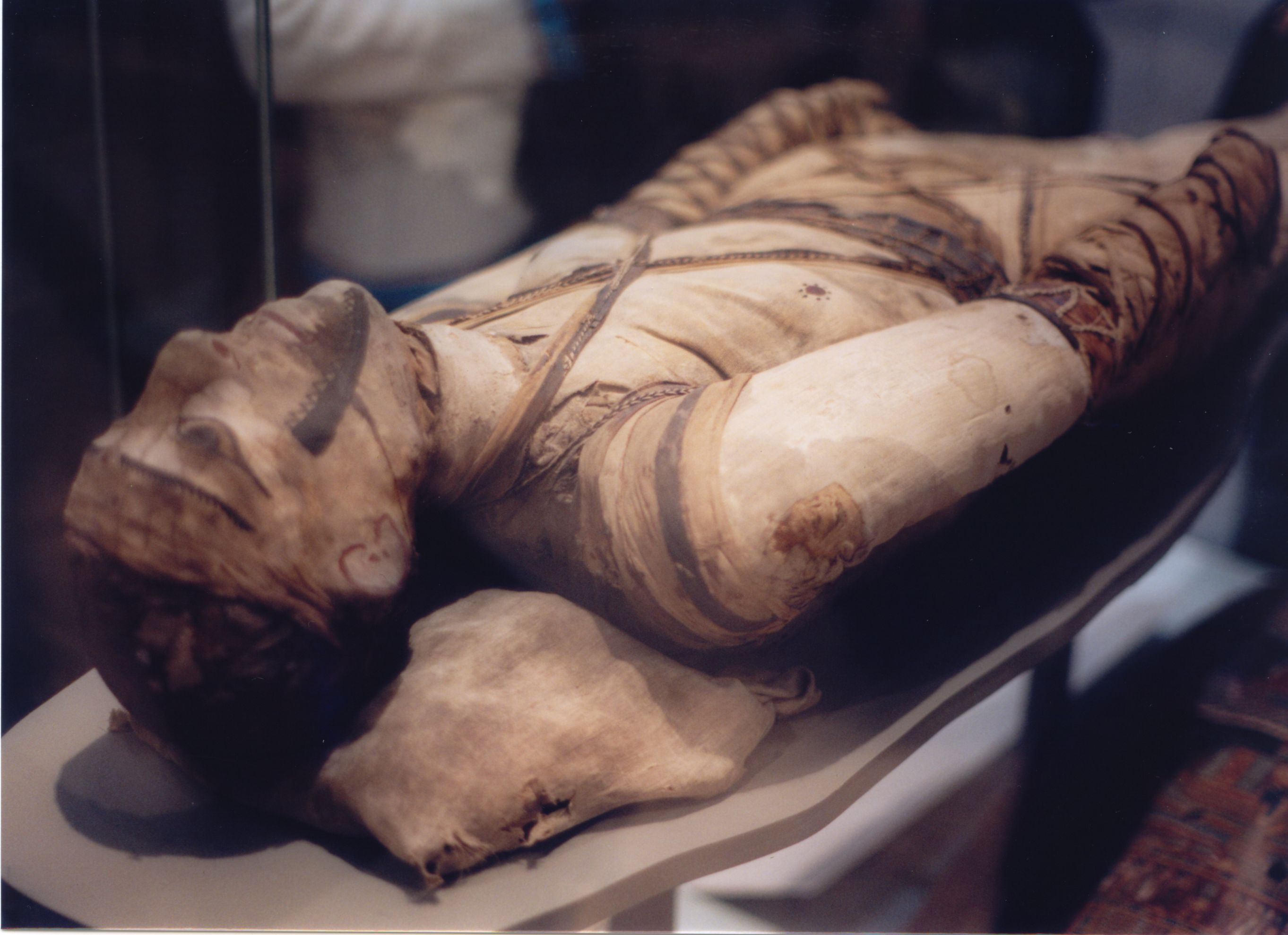
Mòmia egípcia al Museu Britànic de Londres

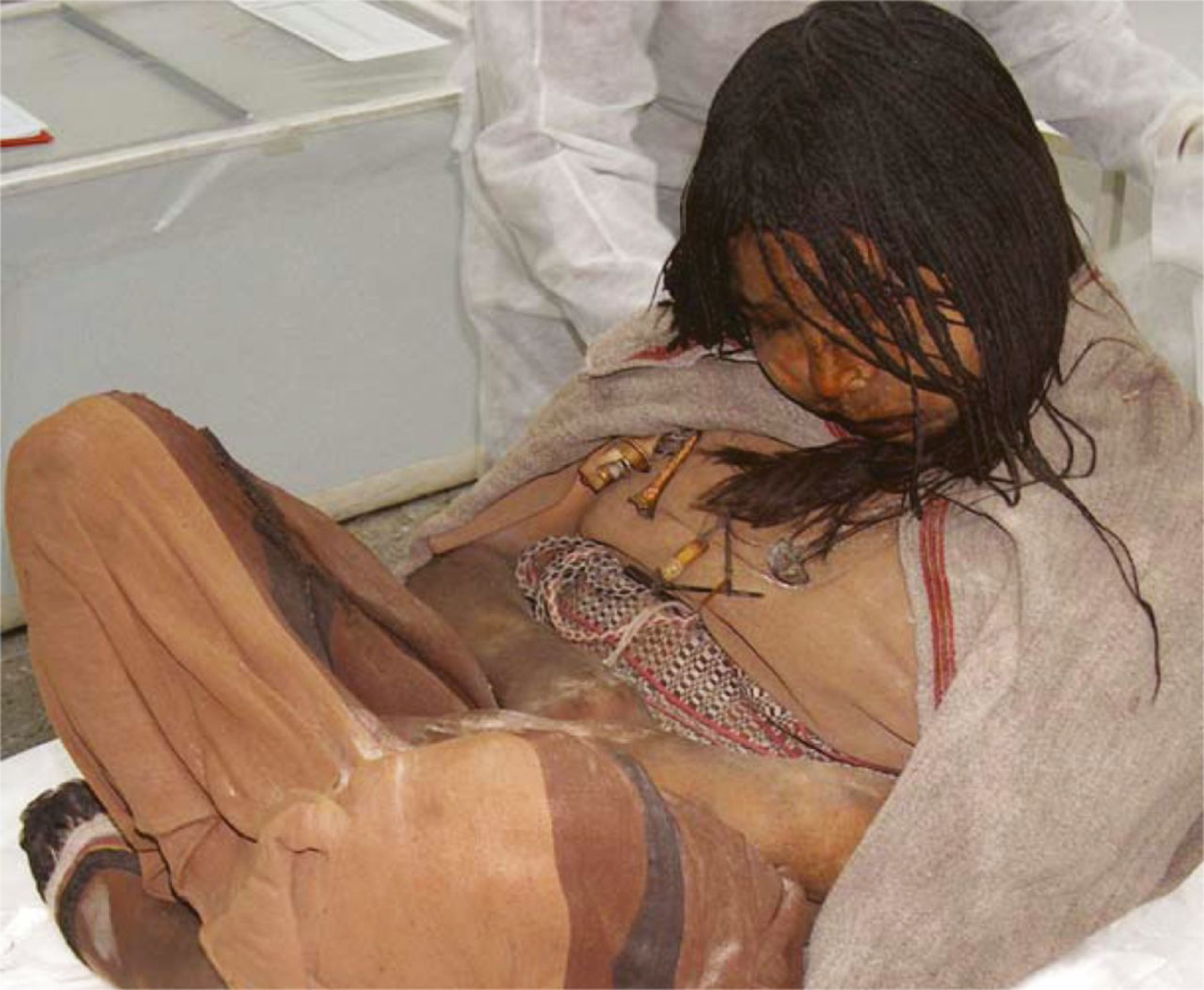
Una de les mòmies incaiques de Llullaillaco (Salta, Argentina).

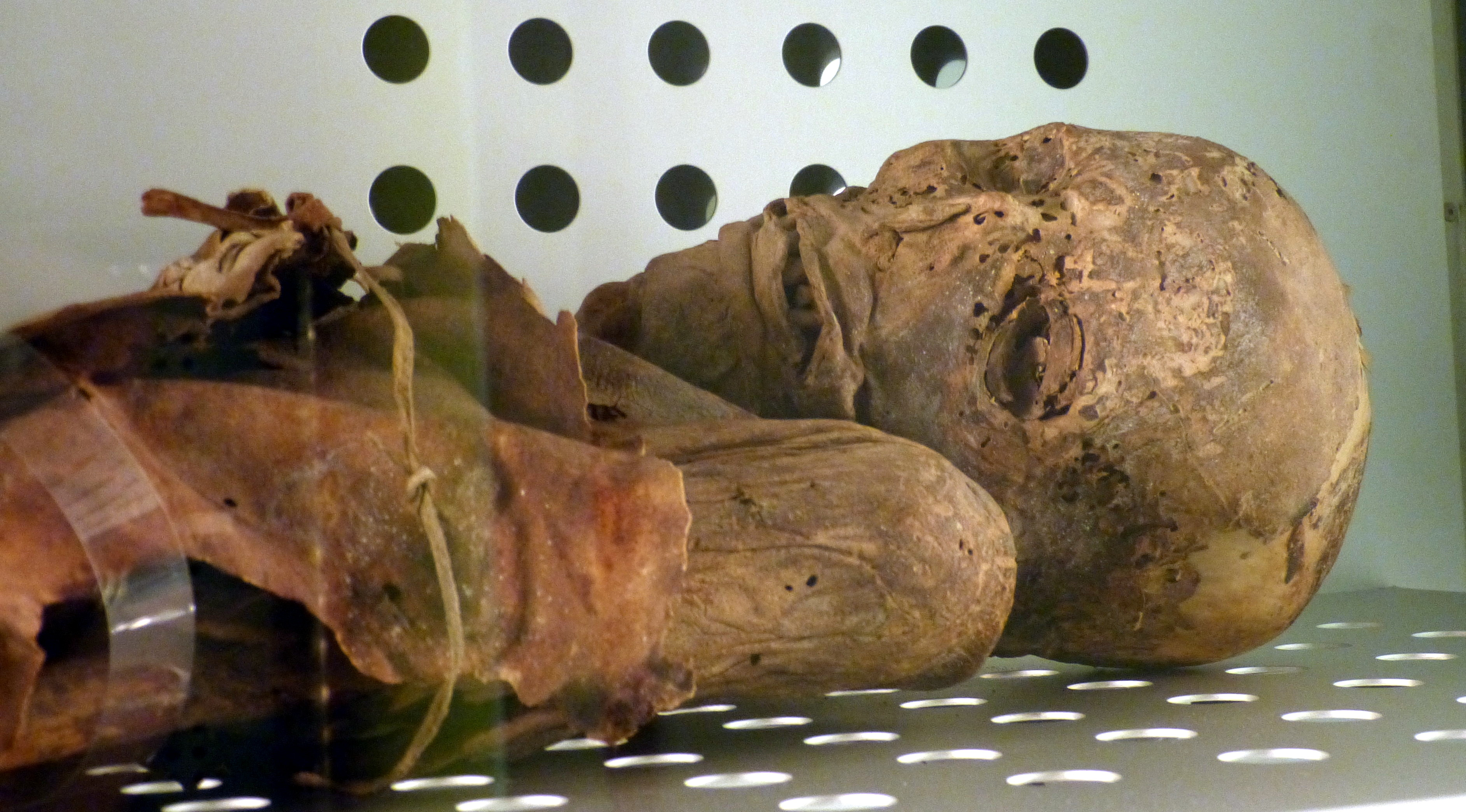
Mòmia guanxe (Museu de la Naturalesa i l'Home, Tenerife).

Una mòmia és un ésser humà mort o un animal els teixits tous i els òrgans del qual s'han preservat per exposició intencionada o accidental a productes químics, fred extrem, humitat molt baixa o falta d'aire, de manera que el cos recuperat no es descompongui més si es manté en condicions fresques i seques. Algunes autoritats restringeixen l'ús del terme als cossos embalsamats deliberadament amb productes químics, però l'ús de la paraula per cobrir els cossos dessecats accidentalment es remunta almenys a principis del segle XVII.
S'han trobat mòmies d'humans i animals a tots els continents, tant com a resultat de la preservació natural a través de condicions inusuals, com a artefactes culturals. S'han trobat més d'un milió de mòmies animals a Egipte, moltes de les quals són gats. Moltes de les mòmies d'animals egípcies són ibis sagrats, i la datació per radiocarboni suggereix que les mòmies d'ibis egípcies que s'han analitzat eren d'un període que es troba entre aproximadament el 450 i el 250 aC. D'acord amb aquesta definició caben en la categoria de mòmies tots els cossos morts preparats i utilitzats amb finalitats didàctiques o no en estudis anatòmics en medicina humana i veterinària, els esquelets i els animals sencers preparats per a estudi o exhibició per mitjà de tècniques taxidèrmiques.
A més de les mòmies de l'antic Egipte, la momificació deliberada era una característica de diverses cultures antigues a zones d'Amèrica i Àsia amb climes molt secs. Les mòmies de la cova de l'Esperit de Fallon, Nevada, a Amèrica del Nord es van datar amb precisió amb més de 9.400 anys d'antiguitat. Abans d'aquest descobriment, la mòmia deliberada més antiga coneguda era un nen, una de les mòmies de Chinchorro trobades a la vall de Camarones, Xile, que data cap al 5050 aC. El cadàver humà momificat naturalment més antic conegut és un cap tallat datat amb 6.000 anys d'antiguitat, trobat l'any 1936 a la Cueva de las Momias a l'Argentina.
Existeixen regions i llocs que per les seves característiques de sequedat extrema, fredor, alcalinitat, aïllament de la intempèrie, dels microorganismes i especialment dels insectes, causen que un cadàver es momifiqui en lloc de corrompre's i es degradi per complet, com succeeix normalment en gairebé qualsevol part de la biosfera terrestre. Alguns exemples de mòmies naturals són:
- Ötzi, un habitant dels Alps italians de l'edat de Bronze.[5]
- Les mòmies de Guanajuato, Mèxic.
- L'home de Tollund
- La dona de Huldremose

No obstant això, la noció de mòmia més reconeguda per la gent és la d'un cadàver embalsamat o preparat amb la intenció específica de conservar-lo el major temps possible, usualment per raons religioses. No és una coincidència que sigui així, ja que els cadàvers molt rares vegades resten incorruptes per si sols, degut al fet que les condicions per a la seva conservació natural són fortuïtes i escasses, mentre que, d'altra banda, les cultures humanes han donat en diverses ocasions al llarg de la història una molt alta importància a la conservació de les despulles, com a part dels seus ritus i costums mortuoris. Alguns exemples de mòmies cerimonials són:
- Mòmia egípcia
- Mòmies guanxes
- Mòmia inca, un gran nombre a la serralada dels Andes del Perú, Xile i l'Argentina.
- Mòmia tibetana
- Mòmies dels pantans

Les pel·lícules i llibres de terror han usat la figura de la mòmia per fer por, com tota criatura que torna d'entre els morts.